# Żona dla Mikołaja
Żona dla Mikołaja (ang. Single Santa Seeks Mrs. Claus) – amerykański film familijny fantasy z 2004 roku w reżyserii Harveya Frosta, wyprodukowany przez wytwórnie Hallmark Entertainment, Alpine Medien Productions oraz Larry Levinson Productions.

## Opis fabuły
Święty Mikołaj postanawia przejść na emeryturę i przekazać obowiązki synowi, Nickowi (Steve Guttenberg). Ten jednak nie jest jeszcze do tego gotowy: nie ustatkował się, nie ma nawet stałej partnerki. Ale nie ma też wyboru i musi znaleźć Panią Mikołajową przed Gwiazdką. Kiedy są już wybrane trzy kandydatki, Nick niespodziewanie zakochuje się w Beth Sawtelle (Crystal Bernard) z Los Angeles. Kobieta mocno stąpa po ziemi, jest oddana synowi Jake'owi, którego sama wychowuje i swojej karierze.

## Obsada
- Steve Guttenberg jako Nick Claus
- Crystal Bernard jako Beth Sawtelle
- Dominic Scott Kay jako Jake Sawtelle
- Armin Shimerman jako Ernest
- Wendy Braun jako Amy
- Sebastian Tillinger jako Hennesy
- Mackenzie Fitzgerald jako Jocelyn
- Kelley Hazen jako Joanie
- Cody Arens jako Christian
- Robin Shorr jako Meredith
- John Wheeler jako Święty Mikołaj